# Pleurocladopsis
Pleurocladopsis là một chi rêu trong họ Schistochilaceae.